# Regina Belle

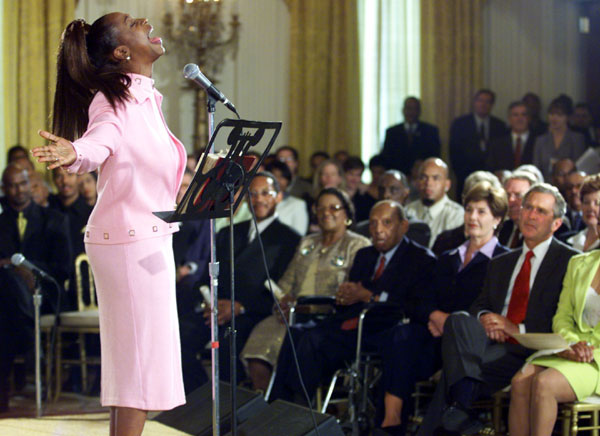
Regina Belle actúa para el Presidente George W. Bush y la Primera Dama Laura Bush en 2001.

Regina Belle, cantante de soul y urban nacida en Englewood el 17 de julio de 1963. Surgió en los años 80s y se consolidó como una de las cantantes más prolíficas del panorama musical de su tiempo.

## Biografía
Nació en Englewood, Nueva Jersey, y a una temprana edad comenzó a cantar góspel, mientras en su juventud su gusto se decantaba por el R&B. Estudió música durante años en clases de trombón, tuba y batería. A los 12 años ganó un concurso escolar cantando el tema de The Emotions "Don't Ask My Neighbors". Desde ese momento cantó en un grupo local de Nueva Jersey, y estudió ópera y jazz. El dj de Nueva York Vaughn Harper, la presentó al grupo The Manhattans, con los que hizo una gira como telonera. Hizo un dúo con ellos, "Where Did We Go Wrong", producido por Bobby Womack en 1986. Un año después comenzó su carrera en solitario fichando por Columbia. Lanzó el sencillo "Please Be Mine" que alcanzó el segundo puesto en las listas de R&B, y su sucesor "So Many Tears" llegó al top20. Se unió a Peabo Bryson en el tema "Without You", dentro de la banda sonora de la película "Leonard, Part 6". Con su segundo LP "Stay with me" se consagró definitivamente dentro del panorama musical. A este segundo disco, le siguieron otros durante toda la década de los 90s. Su último álbum data de 2008 "Love Forever Shines".

## Discografía
| Año  | Título              | Discográfica |
| ---- | ------------------- | ------------ |
| 1987 | All by myself       | Columbia     |
| 1989 | Stay with me        | Columbia     |
| 1993 | Passion             | Columbia     |
| 1995 | Reachin' back       | Columbia     |
| 1998 | Believe in me       | MCA          |
| 2001 | This is Regina!     | Peak         |
| 2004 | Lazy afternoon      | Peak         |
| 2008 | Love Forever Shines | Pendulum     |

## Premios
| Año  | Título                               | Categoría                            | Género |
| ---- | ------------------------------------ | ------------------------------------ | ------ |
| 1993 | A whole new World (Alladdin's theme) | Mejor actuación vocal de dúo o grupo | Pop    |

- Datos: Q452492
- Multimedia: Regina Belle / Q452492